# Église San Girolamo dei Ciechi

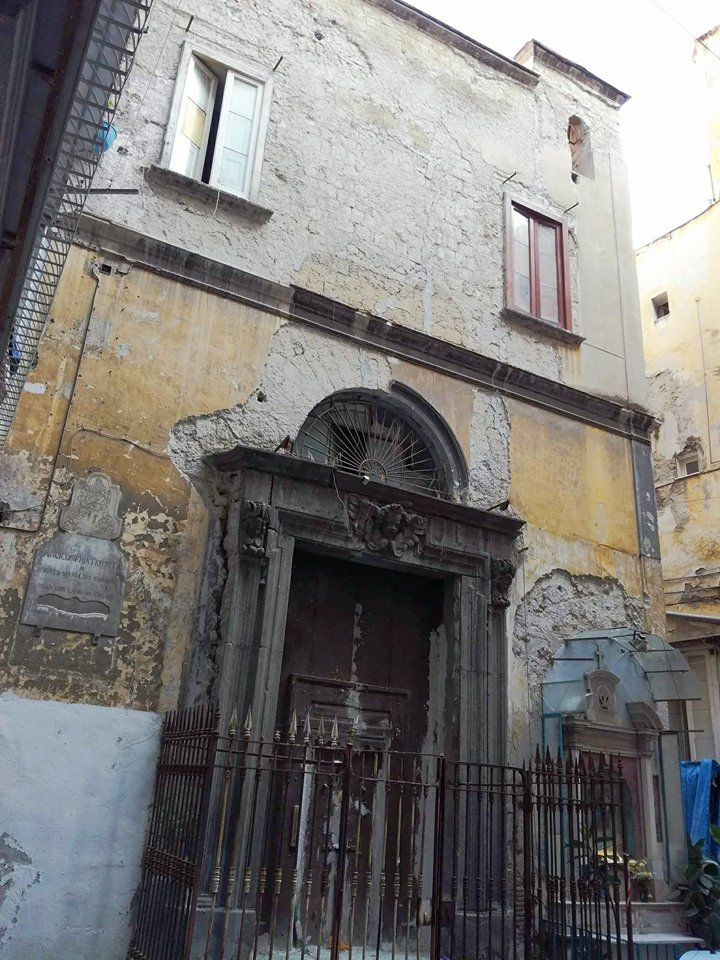
La façade de l'église en 2015.

L'église San Girolamo dei Ciechi (Saint-Jérôme-des-Aveugles) est une église du centre historique de Naples, située près de la piazzetta Banchi Nuovi, dans la ruelle San Geronimo dei Ciechi.
Elle est dédiée à saint Jérôme et actuellement désaffectée.

## Histoire et description
Les origines de cette église, avec son couvent annexe, remontent au XVIe siècle, comme le montre le portail de piperno, élément le plus ancien de l'édifice. La tête d'angelot qui le surmonte, ainsi que celles des angelots de côté, sont d'un artiste inconnu.
L'église est aujourd'hui dans un grand état d'abandon et de dégradation. Elle abritait autrefois des tableaux, aujourd'hui dispersés, comme celui de Lorenzo de Caro de 1750 représentant Notre-Dame du Mont Carmel, ainsi que des œuvres des XVIe et XVIIe siècles, comme un grand Crucifix de bois et une fresque du XVIe siècle et une Madone avec saint Michel et saint Nicolas du XVIIe siècle.
Il existe une autre église de Naples dédiée à saint Jérôme, l'église San Girolamo delle Monache.

## Source de la traduction
- (it) Cet article est partiellement ou en totalité issu de l’article de Wikipédia en italien intitulé « Chiesa di San Girolamo dei Ciechi » (voir la liste des auteurs).